# Não-Me-Toque
Não-Me-Toque es un municipio brasileño del estado de Río Grande del Sur. Se localiza a una latitud de 28º27'33" Sur y una longitud de 52º49'15" Oeste. Estando a una altitud de 514 metros sobre el nivel del mar.

## Datos socioeconómicos
- Población: 14.418 habitantes aproximadamente
- Superficie: 365,5 km²
- Número de Industrias: 56
- Comercios: 340
- Prestadores de Servicios: 203
- Productoras de Semillas: 8
- Empresas de Investigación: 1
- Bancos: 6

Principales productos agrícolas:
- Soja: 18.000ha
- Maíz: 5.500ha
- Cebada: 5.000ha
- Trigo: 4.000ha
- Avena: 10.000ha

## Localización
El municipio se encuentra en la región del "Planalto Médio" y limita con Carazinho, al norte; Lagoa dos Três Cantos, al sur; Santo Antônio do Planalto, al este y Colorado, al oeste.

## Historia
Las tierras del actual municipio de Não-Me-Toque, con otros municipios de la región, tuvieron la presencia de aborígenes como primeros habitantes nativos.
A partir de 1827, comenzaron a llegar a esta región agricultores, que instalaron grandes estancias.
A mediados del siglo XX, un grupo de italianos y alemanes fundan la "Colônia Nova do Alto Jacuhy" (actual Alto Jacuí) con los objetivos de mejorar sus condiciones de vidas, de esta forma en los lotes de tierras adquiridas comenzaron a dedicarse a la agricultura y a la extracción de madera, instalando pequeñas fábricas y tiendas comerciales, transformando a Não-Me-Toque como sede de la colonia del "Ato Jacuhy" (1900).
La religión y la educación fueron siempre los resortes propulsores del pequeño poblado que pasó a categoría de villa, formando parte de las tierras de Río Pardo, Cruz Alta, para posteriormente hacerse distrito de Passo Fundo y Carazinho.
El día 18 de diciembre de 1954 fue creado el municipio de Não-Me-Toque.
A partir de 1949 comenzaron a llegar inmigrantes holandeses y el municipio pasa a ser el brazo principal de la inmigración holandesa del estado de Rio Grande do Sul.

## Origen y cambio del nombre
Entre las varias versiones que explican el origen del nombre "Não-Me-Toque" (No me toque) se encuentran:
Un arbusto de tronco corto y recorto de espinas, popularmente conocido como "No-Me-Toque", muy abundante en la región en la época de la colonización italiano-germánica.
La expresión "no me toque en estas tierras", o "no me toque aquí" dichas por un hacendado portugués, refiriéndose a su gran hacienda, de la cual nunca pretendía deshacerse.
Não-Me-Toque ya fue conocida como "Capital del cultivo mecanizado", pues en las décadas de 50 y 60 se iniciaron aquí grande iniciativas en la agricultura haciéndola el mayor potencial económico de la región.
Entre la variedad de culturas y la producción de buenas semillas, el trigo fue considerado por muchos años el "cereal rey" de las plantaciones, inspirando los intendentes a que opten por el cambio del nombre de No-Me-Toque para Campo Real (1971).

## Principales eventos
- Marzo: Pascua Étnica y Expodirecto Cotrijal.
- Abril: Baile del Alemán.
- Mayo: Torneo de Lazo.
- Junio: Noche Italiana Festijanta.
- Julio: Fiesta del Inmigrante y Festival Municipal de Corales.
- Octubre: Ocktoberfest y Encuentro Provincial de Corales.
- Diciembre: Fiesta de San Nicolau, Rodeo Criollo y Navidad Étnica.

## Expodirecto
El municipio es sede de la Expodireto Cotrijal, feria agrodinámica de gran expresión a nivel nacional e internacional, donde son realizados anualmente el Fórum Nacional da Soja y la Conferência Mercosul sobre Agronegócio.

- Datos: Q600814
- Multimedia: Não-Me-Toque / Q600814